# Tomaszgród
Tomaszgród (ukr. Томашгород) – osiedle typu miejskiego na Ukrainie w obwodzie rówieńskim (rejon rokitnowski). Liczy 2535 mieszkańców (2001).
Miejscowość została założona w 1800 r. Za II RP Tomaszgród znajdował się początkowo w województwie poleskim, a od 1930 w województwie wołyńskim (w powiecie sarneńskim, w gminie Klesów). W 1921 roku liczył 803 mieszkańców.
Znajdują tu się stacja kolejowa Tomaszgród oraz przystanek kolejowy Kręta Słoboda, położone na linii Kijów – Korosteń – Sarny – Kowel.